# Gerald FitzGerald, V duca di Leinster
Gerald FitzGerald, V duca di Leinster (Dublino, 16 agosto 1851 – 1º dicembre 1893) è stato un nobile irlandese.

## Biografia
Era il figlio di Charles FitzGerald, IV duca di Leinster, e di sua moglie, Lady Caroline Sutherland-Leveson-Gower, figlia di George Sutherland-Leveson-Gower, II duca di Sutherland. Frequentò l'Eton College.

## Carriera
Nel 1887 successe al padre come duca di Leinster. Ricoprì la carica di Lord luogotenente di Kildare (1892-1893) e fu nominato Consigliere privato nel 1888.

## Matrimonio
Sposò, il 17 gennaio 1884 a Londra, Lady Hermione Duncombe (30 marzo 1864-19 marzo 1895), figlia di William Duncombe, I conte di Feversham. Ebbero quattro figli:
- figlia (1885-5 febbraio 1886);
- Maurice FitzGerald, VI duca di Leinster (1 marzo 1887-4 febbraio 1922);
- Lord Desmond FitzGerald (21 settembre 1888-3 marzo 1916)[2][3][4][5][6];
- Edward FitzGerald, VII duca di Leinster (6 maggio 1892-8 marzo 1976)[7].

## Morte
Morì il 1 dicembre 1893 per febbre tifoide. La sua collezione di francobolli, che conteneva circa diecimila pezzi, fu lasciata in eredità al Museo della Scienza e dell'Arte di Dublino.

## Ascendenza
|                                                           |                                                |                                                      | Genitori                                       |  |  | Nonni |  |  | Bisnonni                                   |  |  | Trisnonni                                |  |
|                                                           |                                                |                                                      |                                                |  |  |       |  |  | 8. William FitzGerald, II duca di Leinster |  |  | 16. James FitzGerald, I duca di Leinster |  |
|                                                           |                                                |                                                      |                                                |  |  |       |  |  | 8. William FitzGerald, II duca di Leinster |  |  | 16. James FitzGerald, I duca di Leinster |  |
|                                                           |                                                | 17. Emily Lennox                                     |                                                |  |  |       |  |  | 8. William FitzGerald, II duca di Leinster |  |  |                                          |  |
| 4. Augustus FitzGerald, III duca di Leinster              |                                                |                                                      |                                                |  |  |       |  |  | 8. William FitzGerald, II duca di Leinster |  |  |                                          |  |
|                                                           |                                                | 9. Emilia Olivia St. George                          | 18. St. George St. George, I barone St. George |  |  |       |  |  |                                            |  |  |                                          |  |
|                                                           |                                                | 9. Emilia Olivia St. George                          | 18. St. George St. George, I barone St. George |  |  |       |  |  |                                            |  |  |                                          |  |
|                                                           |                                                | 9. Emilia Olivia St. George                          | 19. Elizabeth Dominick                         |  |  |       |  |  |                                            |  |  |                                          |  |
| 2. Charles FitzGerald, IV duca di Leinster                |                                                | 9. Emilia Olivia St. George                          |                                                |  |  |       |  |  |                                            |  |  |                                          |  |
|                                                           |                                                | 10. Charles Stanhope, III conte di Harrington        | 20. William Stanhope, II conte di Harrington   |  |  |       |  |  |                                            |  |  |                                          |  |
|                                                           |                                                | 10. Charles Stanhope, III conte di Harrington        | 20. William Stanhope, II conte di Harrington   |  |  |       |  |  |                                            |  |  |                                          |  |
|                                                           |                                                | 10. Charles Stanhope, III conte di Harrington        | 21. Caroline Fitzroy                           |  |  |       |  |  |                                            |  |  |                                          |  |
| 5. Charlotte Augusta Stanhope                             |                                                | 10. Charles Stanhope, III conte di Harrington        |                                                |  |  |       |  |  |                                            |  |  |                                          |  |
|                                                           |                                                | 11. Jane Fleming                                     | 22. John Fleming, I baronetto                  |  |  |       |  |  |                                            |  |  |                                          |  |
|                                                           |                                                | 11. Jane Fleming                                     | 22. John Fleming, I baronetto                  |  |  |       |  |  |                                            |  |  |                                          |  |
|                                                           |                                                | 11. Jane Fleming                                     | 23. Jane Coleman                               |  |  |       |  |  |                                            |  |  |                                          |  |
| 1. Gerald FitzGerald, V duca di Leinster                  |                                                | 11. Jane Fleming                                     |                                                |  |  |       |  |  |                                            |  |  |                                          |  |
|                                                           | 12. George Leveson-Gower, I duca di Sutherland | 24. Granville Leveson-Gower, I marchese di Stafford  |                                                |  |  |       |  |  |                                            |  |  |                                          |  |
|                                                           | 12. George Leveson-Gower, I duca di Sutherland | 24. Granville Leveson-Gower, I marchese di Stafford  |                                                |  |  |       |  |  |                                            |  |  |                                          |  |
|                                                           | 12. George Leveson-Gower, I duca di Sutherland | 25. Louisa Scroop                                    |                                                |  |  |       |  |  |                                            |  |  |                                          |  |
| 6. George Sutherland-Leveson-Gower, II duca di Sutherland | 12. George Leveson-Gower, I duca di Sutherland |                                                      |                                                |  |  |       |  |  |                                            |  |  |                                          |  |
|                                                           |                                                | 13. Elizabeth Sutherland, XIX contessa di Sutherland | 26. William Gordon, XVIII conte di Sutherland  |  |  |       |  |  |                                            |  |  |                                          |  |
|                                                           |                                                | 13. Elizabeth Sutherland, XIX contessa di Sutherland | 26. William Gordon, XVIII conte di Sutherland  |  |  |       |  |  |                                            |  |  |                                          |  |
|                                                           |                                                | 13. Elizabeth Sutherland, XIX contessa di Sutherland | 27. Mary Maxwell                               |  |  |       |  |  |                                            |  |  |                                          |  |
| 3. Caroline Sutherland-Leveson-Gower                      |                                                | 13. Elizabeth Sutherland, XIX contessa di Sutherland |                                                |  |  |       |  |  |                                            |  |  |                                          |  |
|                                                           |                                                | 14. George Howard, VI conte di Carlisle              | 28. Frederick Howard, V conte di Carlisle      |  |  |       |  |  |                                            |  |  |                                          |  |
|                                                           |                                                | 14. George Howard, VI conte di Carlisle              | 28. Frederick Howard, V conte di Carlisle      |  |  |       |  |  |                                            |  |  |                                          |  |
|                                                           |                                                | 14. George Howard, VI conte di Carlisle              | 29. Margaret Caroline Leveson-Gower            |  |  |       |  |  |                                            |  |  |                                          |  |
| 7. Harriet Howard                                         |                                                | 14. George Howard, VI conte di Carlisle              |                                                |  |  |       |  |  |                                            |  |  |                                          |  |
|                                                           |                                                | 15. Georgiana Cavendish                              | 30. William Cavendish, V duca di Devonshire    |  |  |       |  |  |                                            |  |  |                                          |  |
|                                                           |                                                | 15. Georgiana Cavendish                              | 30. William Cavendish, V duca di Devonshire    |  |  |       |  |  |                                            |  |  |                                          |  |
|                                                           |                                                | 15. Georgiana Cavendish                              | 31. Georgiana Spencer                          |  |  |       |  |  |                                            |  |  |                                          |  |
|                                                           |                                                | 15. Georgiana Cavendish                              |                                                |  |  |       |  |  |                                            |  |  |                                          |  |